# Diomedes (syn Tydeusa)

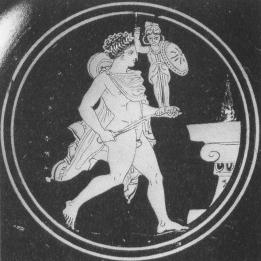
Diomedes kradnie Palladion, malowidło z okresu klasycznego na czarze attyckiej.

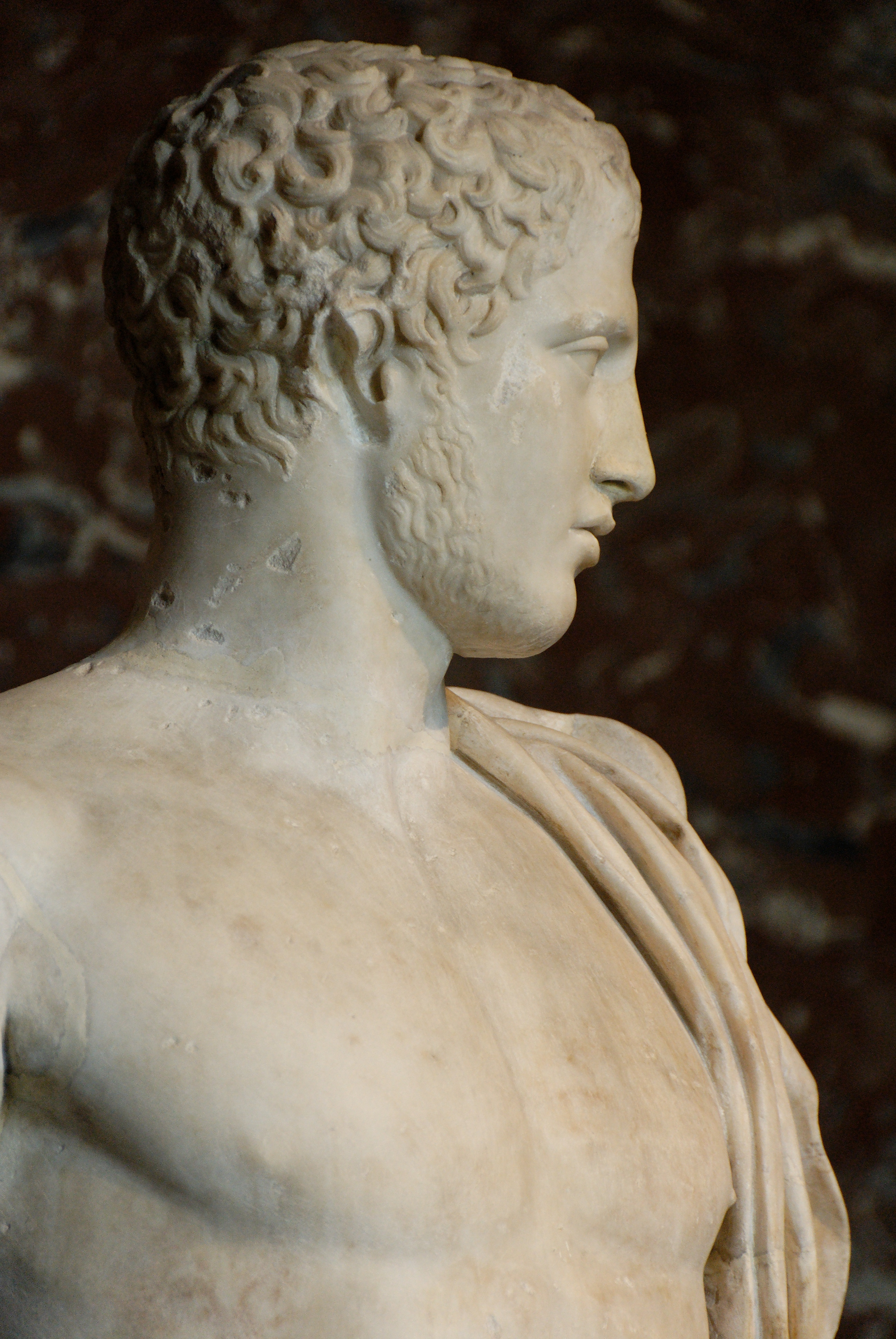
Diomedes, król Argos – rzymska kopia posągu autorstwa Kresilasa z ok. 430 r. p.n.e. Luwr.

Diomedes (gr.Διομήδης Diomēdēs) – w mitologii greckiej heros, bohater wyprawy Epigonów i wojny trojańskiej, król Argos.
Był synem Tydeusa i Deipyle, wnukiem Adrastosa, po którym to odziedziczył tron w Argos. Iliada Homera charakteryzuje go jako najpotężniejszego po Achillesie z rycerzy walczących pod Troją. Diomedes był ulubieńcem bogini Ateny, która wspomagała go w walce, dawała rady, by na końcu obdarzyć go nieśmiertelnością, której poskąpiła jego ojcu. Homer w Iliadzie poświęca Diomedesowi całą piątą księgę. Diomedes między innymi zabił znakomitego łucznika Pandarosa, poważnie ranił Eneasza, jako jedyny ze śmiertelnych walczył z bogami (zadając im bolesne rany), zmusił do ucieczki z pola bitwy Hektora, pokonał w pojedynku na igrzyskach pogrzebowych ku czci Patroklosa Ajasa, syna Telamona.